# The Free Electric Band (Album)
The Free Electric Band ist ein Album von Albert Hammond, das von Mums Records veröffentlicht wurde. Das Album landete in den Billboard 200 Charts und erreichte Platz 193.
Die Single des Titeltracks erreichte Platz 48 der Billboard Hot 100 und Platz 19 der UK Singles Charts im Jahr 1973. Die Single "The Peacemaker" erreichte Platz 51 in den Adult Contemporary Charts und Platz 80 in den Billboard Hot 100.
Hammond arrangierte und produzierte die Platte selbst.

## Titelliste
Alle Titel von Albert Hammond & Mike Hazlewood.
1. "Smokey Factory Blues"
2. "The Peacemaker"
3. "Woman of the World"
4. "Everything I Want to Do"
5. "Who's for Lunch Today"
6. "The Free Electric Band"
7. "Rebecca"
8. "The Day the British Army Lost the War"
9. "For the Peace of All Mankind"
10. "I Think I'll Go That Way"

## Rezeption
Joe Viglione von AllMusic besprach das Album u. a. wie folgt: 
Albert Hammonds uninspirierter Nachfolger des brillanten "It Never Rains in Southern California" ist eine weitere Sammlung von Songs, die er zusammen mit Mike Hazelwood geschrieben hat, aber diesmal übernimmt Hammond die Produktionsarbeit selbst und arrangiert die LP zusammen mit dem Keyboarder Michael Omartian, dem Arrangeur und Dirigenten der vorherigen Platte. Die Eigenproduktion mag ein Teil des Problems sein, aber dass die Songs nicht so einprägsam sind wie auf dem Solo-Debüt, ist sicherlich ein noch größerer Fehler. Dan Atfield, der Co-Produzent von It Never Rains, ist nirgends zu finden, und das Album hat von Anfang an einen schweren Stand. Der Titeltrack ist übermäßig langatmig und schwerfällig und stellt keinen bedeutenden Nachfolger dar. Er schaffte es nicht, die Top 40 zu knacken, obwohl er in Teilen der USA regional in den Charts vertreten war; der Musiker, der sich vom Thema des von der Familie ausgewählten Geschäfts abwendet, hätte ein bisschen mehr Arbeit gebraucht.